# Technologická agentura České republiky
Technologická agentura České republiky (zkr. TA ČR) je česká organizační složka státu, zřízená v roce 2009 zákonem č. 130/2002 Sb. o podpoře výzkumu, experimentálního vývoje a inovací. Byla založena pro zintenzivnění a podporu spolupráce mezi výzkumnými organizacemi a podnikatelskou sférou. V rámci svých programů vybírá a následně financuje projekty aplikovaného výzkumu a inovací.

## Organizační struktura
- předsednictvo
- výzkumná rada
- kontrolní rada
- kancelář TA ČR
- oborové komise

### Předsednictvo
Předsednictvo je výkonným orgánem TA ČR. Předsednictvo TA ČR má pět členů včetně předsedy. Funkční období členů předsednictva TA ČR je čtyřleté s možností jmenování nejvýše na dvě období po sobě následující. Členy předsednictva a předsedu jmenuje a odvolává vláda na návrh Rady pro výzkum, vývoj a inovace. Dne 26. září 2018 schválila Vláda ČR předsedou Technologické agentury ČR Petra Konvalinku. V roce 2022 Konvalinka obhájil svůj mandát a jeho opětovné jmenování schválila vláda na svém jednání dne 14. 7. 2022.
Členové předsednictva:
- prof. Ing. Petr Konvalinka, CSc., FEng. – předseda TA ČR
- Ing. Bc. Kamila Vávrová, Ph.D. – místopředsedkyně TA ČR
- Ing. Jiří Plešek, CSc.
- RNDr. Jiří Očadlík
- doc. PhDr. Matúš Šucha, Ph.D.

Předseda TA ČR zastupuje TA ČR navenek a jedná jejím jménem ve všech jejích věcech, řídí zasedání předsednictva, jmenuje a odvolává ředitele Kanceláře TA ČR.
Předsednictvo TA ČR schvaluje vyhlášení veřejných soutěží ve výzkumu, vývoji a inovacích, rozhoduje o uzavření smluv o poskytnutí podpory nebo o vydání rozhodnutí o poskytnutí podpory, předkládá vládě ke schválení návrh statutu Technologické agentury České republiky a jeho změn, předkládá návrh rozpočtu Technologické agentury České republiky, koordinuje činnost oborových komisí.

### Kancelář
Kancelář TA ČR zodpovídá za přípravu programů, programových dokumentů (zadávací dokumentace, příručky, atd.) a za následnou realizaci těchto programů a jejich vyhodnocování.
Hlavní kompetence:
- zajištění příjmu, hodnocení a výběru návrhu projektů
- poskytování poradenství zájemcům o podporu a řešitelům
- monitoring plnění podpořených projektů
- kontrola dosažení stanovených cílů výzkumných záměrů a programů

### Kontrolní rada
Kontrolní rada TA ČR je kontrolním orgánem Technologické agentury ČR. Skládá se z deseti členů, kteří jsou z řad odborníků jmenováni Poslaneckou sněmovnou parlamentu ČR. Členství v kontrolní radě je nezastupitelné a neslučitelné s funkcí v jiných orgánech TA ČR. Funkční období členů je čtyřleté s možností jmenování nejvýše na dvě po sobě následující období.
Funkce kontrolní rady:
- kontroluje rozdělování finančních prostředků TA ČR
- kontroluje hospodaření s majetkem státu, k němuž má TA ČR příslušnost hospodaření
- projednává stížnosti na postup TA ČR při hodnocení návrhů programových projektů
- předkládá Poslanecké sněmovně výroční zprávu o své činnosti
- předkládá svá stanoviska předsednictvu; stanoviska, která jsou vydávána v rámci kompetence kontrolní rady, jsou pro předsednictvo závazná
- schvaluje jednací řád kontrolní rady

Členové kontrolní rady:
- prof. Ing. Rostislav Drochytka, CSc., MBA, dr.h.c. – předseda
- Ing. Eduard Palíšek, Ph.D., MBA – místopředseda
- prof. Ing. Martin Weiter, Ph.D.
- prof. Ing. Jana Stávková, CSc.
- prof. RNDr. Ivan Ohlídal, DrSc.
- prof. Ing. Lubomír Grmela, CSc.
- prof. Ing. Robert Čep, Ph.D.
- JUDr. Martin Kobert
- Ing. Leoš Horníček, Ph.D

### Výzkumná rada
Výzkumná rada TA ČR  je koncepčním orgánem Technologické agentury ČR. Skládá se z  dvanácti členů, které z řad odborníků jmenuje a odvolává vláda na návrh Rady pro výzkum, vývoj a inovace (RVVI). Funkční období členů rady je čtyři roky. Předsedu výzkumné rady a místopředsedu výzkumné rady jmenuje z členů výzkumné rady a odvolává z funkce vláda na návrh RVVI.
Funkce výzkumné rady:
- navrhuje předsednictvu TA ČR ustavení a zaměření Rad Programů, Expertních komisí a jejich členy
- předkládá předsednictvu požadavky na nové programy připravované TA ČR a jejich cíle
- vyjadřuje se k návrhům programů připravených TA ČR nebo k návrhům programů připravených jinými správními úřady, jejichž realizaci zajišťuje TA ČR
- hodnotí průběžné a konečné výsledky programů realizovaných TA ČR
- vyhodnocuje odbornou úroveň TA ČR a navrhuje potřebná opatření

Členové výzkumné rady:
- prof. Ing. Martin Fusek, CSc. – předseda
- Ing. Jan Kleindienst, Ph.D. – místopředseda
- doc. Mgr. Tomáš Apeltauer, Ph.D.
- Mgr. Miroslav Havránek
- prof. Ing. Jan Džugan, Ph.D.
- Ing. Jiří Reiss, CSc., MBA
- prof. RNDr. Jana Klánová, Ph.D.
- Ing. Josef Kašpar, FEng.
- doc. Ing. Šárka Houdková Šimůnková Ph.D.
- doc. Ing. Karel Kouřil, Ph.D., MBA, FEng
- Ing. Miroslav Punčochář, DSc.

### Oborové komise
Oborové komise mají hlavní úlohu jako poradní orgány, které posuzují a hodnotí návrhy programových projektů s žádostmi o udělení podpory  aplikovaného výzkumu a inovací z veřejných prostředků.

## Systémy
Roku 2016 bylo kontrolou zjištěno, že využití výsledků výzkumu neodpovídá. V letech 2017-2022 byl zřízen informační systém pro přípravu a správu výzkumných projektů TA ČR (ISTA). Systém ISTA byl příčinou některých chyb, které roku 2023 odhalil NKÚ. ISTA je postupně do roku 2025 nahrazován systémem SISTA, který ale nevyužívá jednotnou doménu gov.cz.

## Programy
Jednotlivé programy TA ČR:
- Program ALFA
- Program BETA
- Program BETA2
- Program GAMA
- Program GAMA 2
- Program DELTA
- Program DELTA 2
- Program EPSILON
- Program OMEGA
- Program ZÉTA
- Program ÉTA
- Program THÉTA
- Program Centra kompetence
- Program Národní centra kompetence 1
- Program KAPPA
- Program TREND
- Program Prostředí pro život
- Program DOPRAVA 2020+

### Program ALFA
(doba trvání programu: 2010–2019)
Program ALFA byl zaměřen na podporu aplikovaného výzkumu a inovací zejména v oblasti progresivních technologií, materiálů a systémů, energetických zdrojů a ochrany a tvorby životního prostředí a dále v oblasti udržitelného rozvoje dopravy.
Program byl rozdělen do 3 podprogramů:
- Podprogram 1 – Progresivní technologie, materiály a systémy
- Podprogram 2 – Energetické zdroje a ochrana a tvorba životního prostředí
- Podprogram 3 – Udržitelný rozvoj dopravy

### Program BETA
(doba trvání programu: 2013–2016)
Program BETA byl zaměřen na veřejné zakázky v aplikovaném výzkumu a inovací pro potřeby státní správy.
V Programu BETA byly zapojeny následující orgány státní správy:
- Český báňský úřad,
- Český úřad zeměměřický a katastrální,
- Ministerstvo dopravy,
- Ministerstvo práce a sociálních věcí,
- Ministerstvo průmyslu a obchodu,
- Ministerstvo pro místní rozvoj,
- Ministerstvo vnitra,
- Ministerstvo zahraničních věcí,
- Ministerstvo životního prostředí,
- Státní úřad pro jadernou bezpečnost,
- další poskytovatelé v oblasti realizace programů výzkumu a vývoje.

### Program BETA2
(doba trvání programu: 2017–2021)
Program BETA2 je zaměřen na podporu aplikovaného výzkumu a inovací pro potřeby orgánů státní správy, a to zejména pro potřeby těch orgánů, které nejsou poskytovateli podpory aplikovaného výzkumu a inovací.
Cílem programu je podpora realizace výzkumných aktivit za účelem vývoje nových nebo zdokonalení současných postupů, regulačních mechanismů, dozorových činností, dovedností, služeb, informačních a řídících produktů a postupů určených pro kvalitnější a efektivnější výkon státní správy. Konkrétně bude TA ČR zadávat projekty pro potřeby následujících orgánů státní správy (odborných garantů):
- Ministerstva dopravy (vč. Úřadu pro civilní letectví);
- Ministerstva práce a sociálních věcí;
- Ministerstva pro místní rozvoj;
- Ministerstva vnitra;
- Ministerstva zahraničních věcí;
- Ministerstva průmyslu a obchodu;
- Ministerstva životního prostředí;
- Českého báňského úřadu;
- Českého statistického úřadu;
- Českého úřadu zeměměřického a katastrálního;
- Energetického regulačního úřadu;
- Správy státních hmotných rezerv;
- Státního úřadu pro jadernou bezpečnost;
- Úřadu vlády ČR;
- dalších ústředních orgánů státní správy a ostatních poskytovatelů účelové podpory dle § 4 zákona o podpoře výzkumu, vývoje a inovací.

### Program GAMA
(doba trvání programu: 2014–2019)
Program GAMA je zaměřen na podporu ověření výsledků aplikovaného výzkumu a vývoje (dále jen „VaV“) z hlediska jejich praktického uplatnění a na přípravu jejich následného komerčního využití.
Hlavním cílem programu je podpořit a významně zefektivnit transformaci výsledků VaV, dosažených ve výzkumných organizacích a/nebo ve spolupráci mezi výzkumnými organizacemi a podniky, do podoby praktické aplikace umožňující jejich komerční využití a podpořit tak jejich zavedení do praxe. Program byl také využit pro synergické efekty s unijním programem Horizont 2020.
Program je rozdělen na dva podprogramy s odlišným způsobem realizace i příjemci podpory:
- Podprogram 1 – Proof-of-concept
- Podprogram 2 – Podpora komercializace výsledků VO

### Program GAMA 2
(doba trvání programu: 2020–2022)
Program GAMA 2 má za cíl podpořit nové systémy transferu znalostí výzkumu a vývoje (VaV) a také umožnit zefektivnění systémů již zavedených, jakožto výsledků dosažených ve výzkumných organizacích (VO) a/nebo ve spolupráci mezi VO a podniky do podoby praktické aplikace umožňující jejich komerční využití a podpořit tak jejich zavedení do praxe.
Program je rozdělen na dva podprogramy s odlišnými aktivitami i příjemci podpory:
- Podprogram 1 je zaměřen na využití výsledků VaV, které vznikají ve výzkumných organizacích a mají vysoký potenciál pro uplatnění v praxi.
- Podprogram 2 je zaměřen pouze na podporu synergických projektů s unijním Programem Horizont 2020 a jeho nástupcem Horizont Evropa (např. projektů s pečetí Seal of Excellence). Bude se jednat o projekty, které vedou ke komercializaci získaných výsledků a inovací.

### Program DELTA
(doba trvání programu: 2014–2021)
Program DELTA je zaměřen na podporu spolupráce v aplikovaném výzkumu a vývoji prostřednictvím společných projektů podniků a výzkumných organizací podporovaných TA ČR a významnými zahraničními technologickými a inovačními agenturami či jinými obdobnými institucemi, se kterými má/bude mít TA ČR v době vyhlášení veřejné soutěže ve výzkumu, vývoji a inovacích navázanou spolupráci.
Cílem programu je zvýšit množství konkrétních výsledků aplikovaného výzkumu a inovací v oblastech, v nichž existuje shoda se zahraničním partnerem, které budou úspěšně zavedeny do praxe a posílí tak konkurenceschopnost České republiky, a to podporou bilaterální, případně multilaterální spolupráce špičkových českých a zahraničních účastníků.

### Program DELTA 2
(doba trvání programu: 2020–2025)
Program DELTA 2 navazuje na Program DELTA a je také zaměřen na mezinárodní spolupráci v aplikovaném výzkumu a vývoji českých podniků a výzkumných organizací a jejich zahraničních partnerů.
Cílem programu je zvýšit množství konkrétních výsledků aplikovaného výzkumu v oblastech, v nichž existuje shoda se zahraničním partnerem, které budou úspěšně zavedeny do praxe a posílí tak konkurenceschopnost zúčastněných podniků a výzkumných organizací, a to podporou bilaterální případně multilaterální spolupráce českých a zahraničních účastníků.

### Program EPSILON
(doba trvání programu: 2015–2025)
Program EPSILON je zaměřen zejména na zlepšení pozice českého a v globálním kontextu i evropského průmyslu pomocí podpory projektů aplikovaného výzkumu a inovací, jejichž výsledky mají vysoký potenciál pro rychlé uplatnění v nových produktech, výrobních postupech a službách, zejména v těchto prioritních oblastech:
- konkurenceschopná ekonomika založená na znalostech,
- udržitelnost energetiky a materiálových zdrojů,
- prostředí pro kvalitní život.

Cílem programu je podpora projektů, jejichž výsledky mají vysoký potenciál pro rychlé uplatnění v nových produktech, výrobních postupech a službách. Pro účely dosažení cíle je program rozčleněn do 3 podprogramů:
- Podprogram 1 – Znalostní ekonomika
- Podprogram 2 – Energetika a materiály
- Podprogram 3 – Životní prostředí

### Program OMEGA
(doba trvání programu: 2012–2017)
Program OMEGA byl zaměřen na podporu projektů aplikovaného výzkumu a vývoje, jejichž výsledky mají vysoký potenciál pro uplatnění v řadě oblastí celospolečenského života obyvatel České republiky.
Cílem programu bylo posílení výzkumných aktivit v oblasti aplikovaných společenských věd a uplatnění výsledků těchto aktivit pro zvýšení konkurenceschopnosti České republiky, zvýšení kvality života jejich obyvatel a vyvážený socioekonomický rozvoj společnosti.

### Program ZÉTA
(doba trvání programu: 2017–2025)
Program ZÉTA je zaměřen na podporu spolupráce akademické sféry a podniků prostřednictvím zapojení posluchaček a posluchačů magisterských a doktorských studijních programů vysokých škol a mladých výzkumných pracovnic a pracovníků ve věku do 35 let.
Cílem programu je:
- zapojení studentek a studentů a mladých výzkumných pracovnic a pracovníků do výzkumné a vývojové činnosti směřující k využití výsledků v praxi,
- zvýšení jejich zájmu o projekty s konkrétním praktickým dopadem a
- podpora takových projektů v akademické sféře obecně s propojením na hospodářskou sféru.

Dílčím cílem je podpora vyrovnávání příležitostí mladých výzkumných pracovníků – žen a mužů – při řešení projektů aplikovaného výzkumu financovaných tímto programem.

### Program ÉTA
(doba trvání programu: 2018–2023)
Program ÉTA je zaměřen na podpoření a zapojení společenských a humanitních věd do projektů aplikovaného výzkumu a inovací, které jsou přínosné pro udržení a zvyšování kvality života člověka v reakci na dynamické společenské, ekonomické, globalizační, kulturní nebo technologické proměny.
V rámci programu jsou podpořeny projekty, které jsou zaměřeny na jeden nebo více níže uvedených aspektů:
- využívají přínosů multidisciplinárních přístupů,
- propojují výzkum technického a netechnického charakteru,
- vytěžují potenciál výstupů základního výzkumu k aplikacím.

Cílem programu je posílení společenské a humanitní dimenze v aktivitách aplikovaného výzkumu a inovacích a uplatnění výstupů těchto aktivit v podobě nových nebo podstatně zdokonalených stávajících výrobků, postupů, procesů nebo služeb.

### Program THÉTA
(doba trvání programu: 2018–2025)
Program THÉTA je zaměřen na podporu projektů, jejichž výsledky mají vysoký potenciál pro uplatnění v řadě oblastí celospolečenského života obyvatel České republiky. Program přispívá k tomu, aby veřejné prostředky investované do aplikovaného výzkumu přinášely ekonomický či jiný společenský přínos z jejich realizace. Cílem programu je prostřednictvím výstupů, výsledků a dopadů z podpořených projektů přispět ve střednědobém a dlouhodobém horizontu k naplnění vize transformace a modernizace energetického sektoru v souladu se schválenými strategickými materiály. Tohoto cíle bude dosaženo prostřednictvím podpory aplikovaného výzkumu a inovací v oblasti energetiky se zaměřením na:
- podporu projektů ve veřejném zájmu,
- nové technologie a systémové prvky s vysokým potenciálem pro rychlé uplatnění v praxi,
- podporu dlouhodobých technologických perspektiv.

### Program Centra kompetence
(doba trvání programu: 2012–2019)
Program Centra kompetence je zaměřen na podporu vzniku a činnosti center aplikovaného výzkumu a inovací v progresivních oborech s vysokým aplikačním a inovativním potenciálem a perspektivou pro značný přínos k růstu konkurenceschopnosti České republiky.
Cílem programu je zvýšení konkurenceschopnosti ČR, program proto stimuluje vytvoření a činnosti takových center aplikovaného výzkumu a inovací, která budou inovativní, konkurenceschopná, dlouhodobě udržitelná, budou mít tržní potenciál a ve kterých budou soustředěny výzkumné a aplikační kapacity z veřejného a soukromého sektoru.

### Program Národní centra kompetence
(doba trvání programu: 2018–2026)
Program Národní centra kompetence je zaměřen na podporu dlouhodobé spolupráce mezi výzkumnou a aplikační sférou a posílení institucionální základny aplikovaného výzkumu.
Cílem programu je zvýšení efektivity a kvality výsledků aplikovaného výzkumu a transferu technologií v klíčových oborech s perspektivou růstu, zvýšení konkurenceschopnosti podniků a posílení excelence a aplikační relevance výzkumných organizací.

### Program KAPPA
(doba trvání programu: 2020–2024)
Program KAPPA je zaměřen na podporu mezinárodní spolupráce subjektů z ČR s partnery z Norska, Islandu a Lichtenštejnska v aplikovaném výzkumu a na podporu propojování výzkumných organizací s odběrateli výstupů aplikovaného výzkumu a inovací, tedy s aplikační sférou (především s podniky a s dalšími subjekty na národní i mezinárodní úrovni) působící v různých společenských oblastech.
Cílem programu je především posílit rozvoj znalostí založených na výzkumu prostřednictvím mezinárodní spolupráce v aplikovaném výzkumu.

### Program SIGMA
(doba trvání programu: 2022–2029)
Program SIGMA je svého druhu novým komplexním nástrojem, který je zaměřen na naplňování a řešení řady cílů a opatření stanovených klíčovými strategickými a koncepčními dokumenty pro oblast výzkumu, vývoje a inovací v České republice a který dále umožní pružně reagovat na potřeby společnosti a hospodářství, jež mohou vznikat na základě neočekávaných situací. Hlavní vizí nově zamýšleného širokého nástroje podpory je konsolidace několika současných programů TA ČR do jednoho programu, umožnění podpory regionům dle jejich inovačního potenciálu, podpora průřezových a systémových opatření, včetně ponechání prostoru na podporu v oblastech/tématech v době přípravy programu neidentifikovaných. Program SIGMA bude postupně zajišťovat implementaci aktivit ze současných programů ZÉTA, ÉTA, GAMA 2, DELTA 2 a unijních nástrojů (do kterých bude poskytovatel zapojen).
Hlavním cílem programu je podpora aplikovaného výzkumu a inovací vedoucí ke vzniku nových výsledků uplatnitelných v praxi, k řešení výzev a potřeb společnosti a hospodářství a k podpoře řešení systémových opatření výzkumného a inovačního prostředí. Naplňování hlavního cíle programu bude probíhat prostřednictvím pěti dílčích cílů.

## Resortní programy
Jedná se o resortní programy Ministerstva průmyslu a obchodu (MPO) – Program TREND, Ministerstva životního prostředí (MŽP) – Program prostředí pro život a Ministerstva dopravy (MD) – Program Doprava 2020+, u kterých je poskytovatelem a realizátorem TA ČR.

### Program TREND
(doba trvání programu: 2020–2027)
Program TREND, který je resortním programem MPO, má jako hlavní cíl zvýšení mezinárodní konkurenceschopnosti podniků, především rozšířením jejich trhů v zahraničí, pronikáním na trhy nové či posunem výše v globálních hodnotových řetězcích. Pro účely dosažení cíle je program členěn na 2 podprogramy podle zaměření a rozsahu s tím, že se vzájemně podporují a doplňují:
- Podprogram 1 – Technologičtí lídři
- Podprogram 2 – Nováčci

### Program Prostředí pro život
(doba trvání programu: 2020–2026)
Program Prostředí pro život, který je resortním programem MŽP, má přinést nová řešení v oblasti životního prostředí, stabilizovat a rozšířit znalostní základnu, která výrazně přispěje k zajištění zdravého a kvalitního životního prostředí v České republice a k udržitelnému využívání jejích zdrojů, minimalizuje negativní dopady lidské činnosti na životní prostředí včetně dopadů přesahujících hranice státu a přispěje tak ke zlepšování kvality života v Evropě i v globálním kontextu.
Pro účely dosažení cíle je program rozčleněn do 3 podprogramů:
- Podprogram 1 – Operativní výzkum ve veřejném zájmu
- Podprogram 2 – Ekoinovace, technologie a postupy pro ochranu životního prostředí
- Podprogram 3 – Dlouhodobé environmentální a klimatické perspektivy

### Program DOPRAVA 2020+
(doba trvání programu: 2020–2026)
Program Doprava 2020+, který je resortním programem MD, má za hlavní cíl prostřednictvím výstupů, výsledků a dopadů z podpořených projektů rozvíjet dopravní sektor způsobem, který bude reflektovat společenské potřeby, akceleruje technologický a znalostní rozvoj ČR a napomůže tak růstu konkurenceschopnosti ČR.
Specifické cíle programu:
- udržitelná doprava
- bezpečná a odolná doprava a dopravní infrastruktura
- přístupná a interoperabilní doprava
- automatizace, digitalizace, navigační a družicové systémy

## Mezinárodní spolupráce
Jednou z činností, kterou TA ČR zabezpečuje, je rozvoj mezinárodní spolupráce v oblasti aplikovaného výzkumu a inovací a spolupráce s obdobnými agenturami v zahraničí. Technologická agentura ČR rovněž rozvíjí kontakty a spolupráci se zastupitelskými úřady cizích států v ČR v kooperaci s MZV, českými zastupitelskými úřady v zahraničí a dalšími resorty a zájmovými organizacemi za účelem prohloubení informovanosti o aktivitách, o programech TA ČR a o situaci v oblasti aplikovaného výzkumu, vědeckého rozvoje a inovací v ČR.
AKTIVITY MEZINÁRODNÍ SPOLUPRÁCE TA ČR SE DĚLÍ NA NÁSLEDUJÍCÍ OBLASTI:
Programy TA ČR – DELTA, DELTA 2, KAPPA
Mezinárodní výzvy
Mezinárodní výzvy dávají příležitost českým uchazečům podávat spolu se zahraničními partnery projekty do mezinárodních výzev. Tyto výzvy vyhlašují společně poskytovatelé z jednotlivých členských zemí zapojených do daného ERA-NET Cofundu nebo Evropského Partnerství. Za Českou republiku je takovým poskytovatelem TA ČR. ERA-NET Cofund a Evropská partnerství jsou nástroji Evropské komise s cílem sjednotit finanční podporu výzkumu. Představují tak jednu z možností, jak navázat mezinárodní spolupráci v aplikovaném výzkumu a inovacích.
TAFTIE
Významnou součástí mezinárodní spolupráce je i rozvoj partnerských vztahů a využívání zkušeností a příkladů dobré praxe v rámci Evropské sítě inovačních agentur TAFTIE Archivováno 3. 6. 2019 na Wayback Machine.. TAFTIE je síť 32 evropských inovačních agentur. Cílem TAFTIE je podpořit spolupráci národních agentur, uskutečňujících národní technologické programy. Umožňuje sdílet nejlepší práce ve výzkumu, vývoji a inovacích a spolupracovat na evropské úrovni. TAFTIE spolupracuje rovněž s Evropskou komisí a s mimoevropskými partnery, je také cenným zdrojem kontaktů, informací a zkušeností. Technologická agentura ČR se stala členem v roce 2010, v roce 2017 TAFTIE předsedala. Je zapojena do všech pracovních skupin a podílí se na organizaci vzdělávacích akcí Akademie TAFTIE.
CSA projekty
Technologická agentura ČR se zapojuje i do menších mezinárodních projektů programu Horizont 2020 a Horizont Evropa, například typu CSA – coordination support action, které jsou interními projekty s cílem zdokonalit fungování agentury.

## Interní projekty kofinancované z externích zdrojů
- GO-SME – Good practices in SME innovation support
- TRAMI – Vybudování a rozšíření sítě organizací zapojených do mission-oriented policies na národní, regionální i místní tematické úrovni a také zapojit Evropskou komisi jako aktivního partnera
- Vzdělávací a výcvikový program TA ČR – Vzdělávací a výcvikový program TA ČR –- kompetentní úředník podpory VaVaI

Interní projekty zkvalitňují činnosti a rozvoj TA ČR.

## Den TA ČR
Den Technologické agentury ČR vznikl v roce 2013 s cílem oceňovat nejlepší projekty aplikovaného výzkumu, jejichž řešení bylo financované ze statní podpory. Tradičně se v rámci Dne TA ČR konají odborné konference a galavečer při předávání Cen TA ČR. Dopolední mezinárodní konference se zaměřuje na aktuální inovační témata a trendy. Další částí odborného programu jsou regionální debaty s fokusem na lokání inovační témata. Mezi vystupujícími jsou tradičně významní odborníci ze zahraničí i tuzemska. Na odborný program navazuje galavečer předávání Cen TA ČR, v rámci nějž jsou oceněny jedny z nejkvalitnějších projektů aplikovaného výzkumu v pěti kategoriích reflektujících ekonomický a společenský přínos.
Agentura pořádá každoročně Den TA ČR za účelem podpory komunikace mezi výzkumnými organizacemi a soukromým sektorem dle §36a zákona č. 130/2002 Sb., o podpoře výzkumu a vývoje z veřejných prostředků a v návaznosti na Nařízení vlády č. 71/2013, o podmínkách pro ocenění výsledků výzkumu, experimentálního vývoje a inovací.